# 천각형

천각형

천각형(千角形)은 변이 1000개인 다각형이다. 천각형의 내각의 합은 179640도이고, 천각형의 한 각의 크기는 179.64도이므로, 한 외각의 크기는 0.36도이다.

## 같이 보기
- 만각형
- 백만각형